# هوغو أكينو
هوغو أكينو (بالإسبانية: Hugo Aquino)‏ (4 أبريل 1993 في باراغواي - ) هو لاعب كرة قدم باراغواياني في مركز الدفاع. لعب مع سيرو بورتينيو وClub Sportivo San Lorenzo ‏.

## وصلات خارجية
- هوغو أكينو على موقع قاعدة بيانات كرة القدم.إي يو (الإنجليزية)
- هوغو أكينو على موقع Soccerway.com (الإنجليزية)
- هوغو أكينو على موقع عالم كرة القدم.نت (الإنجليزية)